# Douglas Khoo
"Douglas" Khoo Koh Hui (Kuala Lumpur, 21 mei 1965) is een Maleisisch autocoureur.

## Carrière
Khoo begon zijn autosportcarrière in 2014 in de Asia Classic Car Challenge en werd dat jaar tweede in het kampioenschap.
In 2015 maakte Khoo zijn debuut in zowel de TCR Asia Series als de TCR International Series voor het team Niza Racing in een Seat León Cup Racer. In de Asia Series behaalde hij op het Chang International Circuit twee negende plaatsen, waarmee hij vier punten scoorde onderweg naar de zeventiende plaats in de eindstand. In de International Series behaalde hij op hetzelfde circuit een negentiende en een zeventiende plaats en eindigde zo als 57e in het kampioenschap. Dat jaar werd hij tevens derde in de TC-klasse van de 12 uur van Sepang op het Sepang International Circuit.